# Roger Waters
George Roger Waters (født 6. september 1943 i Great Bookham ved Dorking i Surrey) er en britisk rockmusiker og sangskriver.
Han er bedst kendt for sin karriere fra 1965 til 1985 i rockgruppen Pink Floyd, som sanger, sangforfatter og bassist. Siden bruddet med Pink Floyd har han haft en solokarriere, der blandt andet tæller tre studiealbums og en række spektakulære koncerter og turneer. Den 21. juli 1990 stod han bag en genopførelse af Pink Floyd-værket "The Wall" midt i det daværende ingenmandsland på Potsdamer Platz i Berlin. Anledningen var Berlinmurens fald. I 2010 drog Waters atter på turné med "The Wall". En turné der bragte ham kloden rundt (herunder to gange til Parken hhv. d. 7. maj 2011 og 11. august 2013) og som først sluttede i efteråret 2013. Ved enkelte, udvalgte koncerter, deltog David Gilmour på signatursoloen i Comfortably Numb.
Den 2. juli 2005 optrådte Waters for første gang i 25 år med Pink Floyd, ved Live 8-velgørenhedskoncerten i Hyde Park i London.

## Koncerter og turnéer

### The Wall, 21. juli 1990
I det daværende ingenmandsland på Potsdamer Platz genopførte Roger Waters The Wall. Den første genopførelse af The Wall med deltagelse af et medlem fra det oprindelige Pink Floyd siden den oprindelige turné.
Koncerten blev sendt live til 300 millioner seere i over 50 lande og overværet live på pladsen af ca. 250.000 koncertgæster.
På scenen stod en delvist færdigbygget mur, 600 fod lang (ca. 200 meter) og 60 fod høj (ca. 20 meter). Undervejs i koncerten blev hullet i muren lukket, for til sidst at blive revet ned.

#### Medvirkende
- Roger Waters – vokal, bas, akustik guitar på "Mother", rytme guitar på "Hey You"
- Bryan Adams – guitar, vokal
- The Band:
  - Rick Danko – vokal
  - Levon Helm – vokal
  - Garth Hudson – akkordion, sopran sax
- The Bleeding Heart Band
  - Rick Di Fonzo – guitar
  - Snowy White – guitar
  - Andy Fairweather-Low – bas, guitar, backing vokal
  - Peter Wood – keyboard, orgel, synthesizers
  - Nick Glennie-Smith – keyboard, orgel, synthesizers
  - Graham Broad – trommer, electro percussion
  - Stan Farber – backing vokal (krediteret som Jim Farber)
  - Joe Chemay – backing vokal
  - Jim Haas – backing vokal
  - John Joyce – backing vokal
- Paul Carrack – vokal
- Tim Curry – vokal (anklageren)
- Thomas Dolby – synthesizer, vokal (læreren)
- Marianne Faithfull – vokal (Pinks mor)
- Albert Finney – vokal
- James Galway – fløjte
- Jerry Hall – vokal
- The Hooters:
  - Eric Bazilian – guitar
  - Rob Hyman – keyboard
  - John Lilley – guitar
  - Fran Smith Jr. – bas
  - David Uosikkinen – trommer
- Cyndi Lauper – percussion, vokal
- Ute Lemper – vokal (Pinks kone)
- The Marching Band of the Combined Soviet Forces in Germany
- Joni Mitchell – vokal
- Sinéad O'Connor – vokal
- Den Røde Hærs Kor
- Scorpions:
  - Klaus Meine – vokal
  - Rudolf Schenker – rytme guitar
  - Matthias Jabs – lead guitar
  - Francis Buchholz – bas
  - Herman Rarebell – trommer
- Van Morrison – vokal
- Østberlins Radiosymfoniorkester og kor

## Diskografi
- 1970: Music from "The Body" (med Ron Geesin)
- 1984: The Pros and Cons of Hitch Hiking
- 1986: When the Wind Blows (soundtrack)
- 1987: Radio K.A.O.S.
- 1990: The Wall: Live in Berlin
- 1992: Amused to Death
- 2000: In the Flesh - Live
- 2002: Flickering Flame: The Solo Years Volume 1
- 2004: To Kill the Child/Leaving Beirut (cd-single)
- 2005: Ça Ira
- 2017: Is This the Life We Really Want?